# Ganbare Goemon
Ganbare Goemon (がんばれゴエモン, qui signifie Tiens Bon, Goemon ou Bonne Chance, Goemon) est une série de jeux vidéo développée et éditée par Konami.
La majorité de ces jeux sont des jeux de plate-forme plus ou moins mâtinés d'aventure avec parfois des éléments de RPG,.
L'univers de cette série est un Japon médiéval folklorique. Les musiques sont souvent des morceaux aux rythmes actuels joués par des instruments traditionnels japonais. L'humour et l'autodérision sont des éléments très présents de la série, se présentant sous forme d'allusions à d'autres jeux vidéo, de dialogues comiques, de mini-jeux inattendus, d'anachronismes et de détournements de certains clichés du jeu vidéo tels que l'écran de game over.
Les intrigues suivent les périples d'un ninja à la chevelure hérissée armé d'une kiseru, Goemon (qui est inspiré du légendaire voleur Ishikawa Goemon), et de son ami Ebisumaru, également ninja de profession,.

## Série
La série Ganbare Goemon débute en 1986 avec Mr. Goemon sorti sur borne d'arcade uniquement, un jeu de plates-formes pouvant se jouer jusqu'à deux joueurs. Le deuxième épisode, Ganbare Goemon! Karakuri Dōchū, sort sur Famicom à l'été 1986 puis sur MSX2 au printemps 1987,. Une suite directe est publiée début 1989 sous le titre de Ganbare Goemon 2. La série commence à s'orienter RPG avec Ganbare Goemon Gaiden: Kieta Ōgon Kiseru, troisième épisode à paraître sur la Famicom, le jeu est publié le 5 janvier 1990. Le 19 juillet 1991, sort がんばれゴエモン〜ゆき姫救出絵巻〜 sur Super Famicom et le jeu est pour la première fois localisé en dehors du Japon, il est publié sous le titre de The Legend of the Mystical Ninja aux États-Unis en janvier 1992, et en Europe début 1994,.
Konami publie le 22 décembre 1991 le titre Ganbare Goemon: Sarawareta Ebisumaru!, premier épisode de la série à paraître sur la console portable de Nintendo, la Game Boy. Goemon revient sur Famicom avec Ganbare Goemon Gaiden 2: Tenka no Zaihō, il s'agit du dernier épisode à paraître sur cette plaforme, le jeu sort le 3 janvier 1992 au Japon exclusivement. La série se poursuit au Japon avec Ganbare Goemon 2: Kiteretsu shōgun Magginesu, paru le 22 décembre 1993 sur Super Famicom. Ganbare Goemon 2 faisant partie des meilleures ventes au Japon, Konami continue à développer la série sur Super Famicom avec les deux épisodes Ganbare Goemon 3, et Ganbare Goemon: Kirakira dōchū, sortis respectivement fin d'année 1994 et 1995.

## Liste des jeux

### Série principale
- JA : Japon, EU : Europe, AN : Amérique du Nord

| Année | Titre (Traduction) | Sortie(s)   | Plateforme(s)      | Réédition(s)                                |
| ----- | --- | ----------- | ------------------ | ------------------------------------------- |
| 1986  | Mr. Goemon | JA          | Arcade             | —                                           |
| 1986  | Ganbare Goemon! Karakuri Dōchū (Tiens bon Goemon : Voyage Mécanique)                                                                            | JA          | Famicom, MSX 2     | Game Boy Advance, Téléphones mobiles        |
| 1989  | Ganbare Goemon 2 (Tiens bon Goemon 2) | JA          | Famicom            | Console virtuelle (Wii)                     |
| 1990  | Ganbare Goemon Gaiden: Kieta Ōgon Kiseru (Tiens bon Goemon : La Pipe en or disparue)                                                            | JA          | Famicom            | Console virtuelle (Wii), Téléphones mobiles |
| 1991  | The Legend of the Mystical Ninja (La Légende du Ninja mystique)                                                                                 | JA, EUR, AN | Super Nintendo     | Console virtuelle (Wii, WiiU & New 3DS)     |
| 1991  | Ganbare Goemon: Sarawareta Ebisumaru! | JA          | Game Boy           | Game Boy Color, Console virtuelle (Wii)     |
| 1992  | Ganbare Goemon Gaiden 2: Tenka no Zaihō | JA          | Famicom            | —                                           |
| 1993  | Ganbare Goemon 2: Kiteretsu shōgun Magginesu (Tiens bon Goemon 2 : L'Étrange général Magginesu)                                                 | JA          | Super Famicom      | Console virtuelle (Wii, WiiU & New 3DS)     |
| 1994  | Ganbare Goemon 3: Shishijūrokubē no Karakuri Manji Gatame (Tiens bon Goemon 3 : La Prise X Mechanique de Shishi Jūrokubē)                       | JA          | Super Famicom      | Console virtuelle (Wii, WiiU & New 3DS)     |
| 1995  | Ganbare Goemon: Kirakira dōchū - Boku ga Dancer ni natta wake (Tiens bon Goemon : Voyage dans les Étoiles - Pourquoi Je suis Devenu un Danseur) | JA          | Super Famicom      | —                                           |
| 1996  | Ganbare Goemon: Uchū Kaizoku Akogingu | JA          | PlayStation        | PlayStation Network                         |
| 1997  | Ganbare Goemon: Kurofune Tō no Nazo | JA, EU, AN  | Game Boy           | Console virtuelle, Nintendo 3DS             |
| 1997  | Ganbare Goemon ~Dance of the Neo Peach Mountain Shogunate~                                                                                      | JA, EU, AN  | Nintendo 64        | —                                           |
| 1998  | Ganbare Goemon ~Dero-dero Dōchū Obake Tenko Mori~                                                                                               | JA, EU, AN  | Nintendo 64        | —                                           |
| 1998  | Ganbare Goemon: Kuru Nara Koi! Ayashige Ikka no Kuroi Kage                                                                                      | JA          | PlayStation        | —                                           |
| 1999  | Ganbare Goemon: Tengu-tō no Gyakushū! | JA          | Game Boy Color     | —                                           |
| 1999  | Ganbare Goemon: Mononoke Dōchū Tobidase Nabe-Bugyō!                                                                                             | JA          | Game Boy Color     | —                                           |
| 2000  | Ganbare Goemon: Hoshizorashi Dynamites Arawaru!!                                                                                                | JA          | Game Boy Color     | —                                           |
| 2001  | Ganbare Goemon: Ōedo Daikaiten | JA          | PlayStation        | —                                           |
| 2003  | Mini Kyodai Robo Goemon Compact | JA          | Téléphones mobiles | —                                           |
| 2005  | Kessakusen! Ganbare Goemon 1 & 2 | JA          | Game Boy Advance   | —                                           |
| 2005  | Ganbare Goemon: Shishijūrokubē no Karakuri Manji Gatame                                                                                         | JA          | Téléphones mobiles | —                                           |
| 2005  | Ganbare Goemon: Tōkai dōchū Ōedo tengu ri kaeshi no maki                                                                                        | JA          | Nintendo DS        | —                                           |

### Série dérivée
| Année | Titre                                                       | Plateforme(s)            |
| ----- | ----------------------------------------------------------- | ------------------------ |
| 1990  | Ganbare Goemon: Ebisumaru Kiki Ippatsu                      | Handheld electronic game |
| 1996  | Soreyuke Ebisumaru! Karakuri Meiro - Kieta Goemon no Nazo!! | Super Nintendo           |
| 1999  | Goemon Mononoke Sugoroku                                    | Nintendo 64              |
| 2000  | Bōken Jidai Katsugeki Goemon                                | PlayStation 2            |
| 2001  | Goemon: Shin Sedai Shūmei!                                  | PlayStation              |
| 2002  | Goemon: New Age Shutsudō!                                   | Game Boy Advance         |
| 2002  | Ganbare Goemon: Dosukoi! Harite Ichiban                     | Téléphones mobiles       |
| 2002  | Ganbare Goemon: Hijutsu! Sansū Juku                         | Téléphones mobiles       |